# Hinlopenstretet
El estrecho de Hinlopen (en noruego: Hinlopenstretet) es un estrecho marino localizado en el archipiélago noruego de las islas Svalbard, que separa las islas principales de Spitsbergen y Nordaustlandet. 
El estrecho de Hinlopen tiene una longitud de 164 km y comunica el océano Ártico, al norte, con el mar de Barents, al sur. La boca norte del estrecho tiene solamente unos 16 km y el paso se va ensanchando hacia el sur hasta llegar a unos 90 km, entre cabo Mohn (extremo sur de Nordaustlandet) y cabo Payer (Spitsbergen), que es donde finaliza.
En las aguas del estrecho de Hinlopen se encuentran las islas de Wilhelmøya y Wahlbergøya.

## Historia

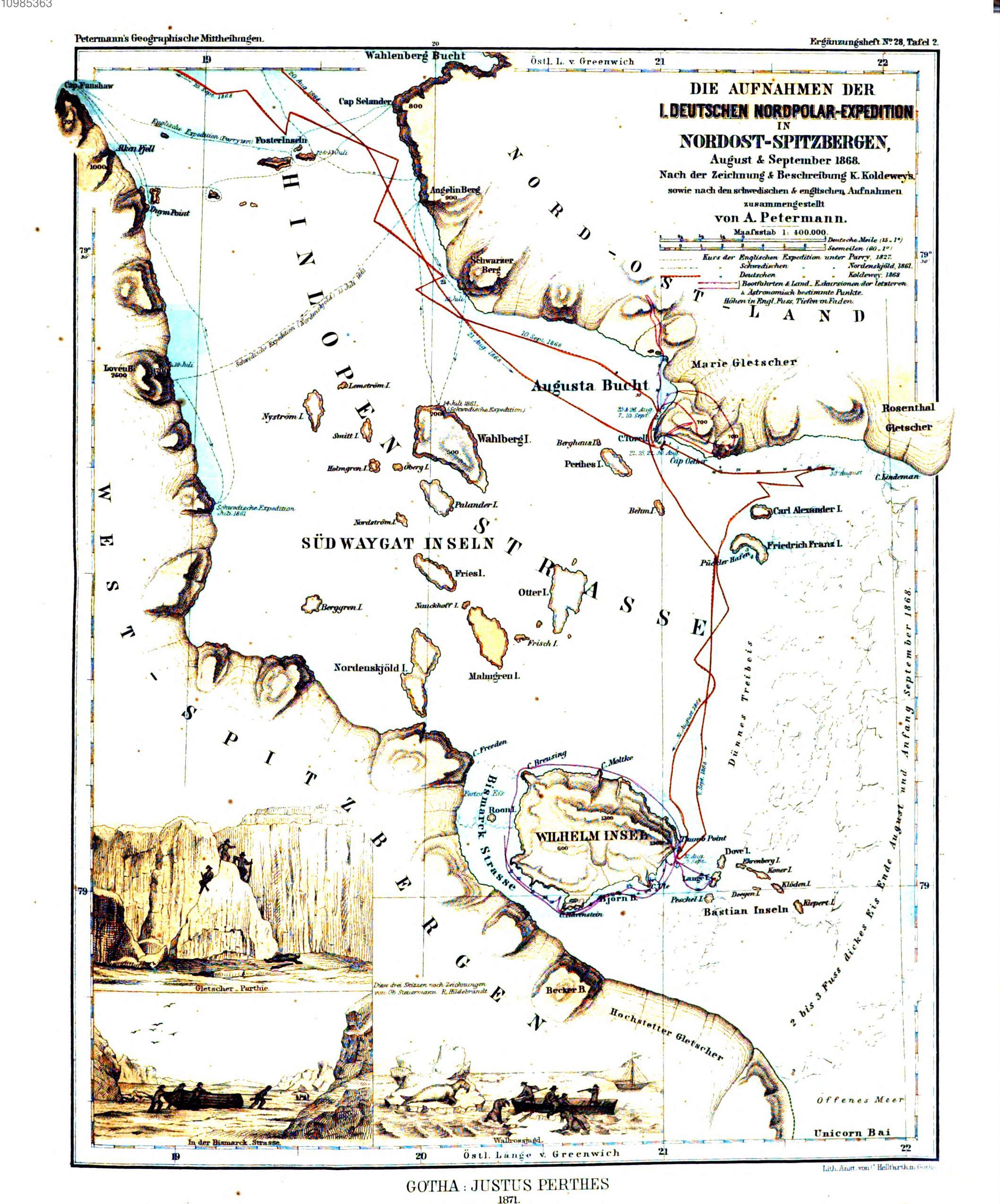
Mapa del estrecho de 1871 de August Petermann, en la primera expedición alemana al Ártico

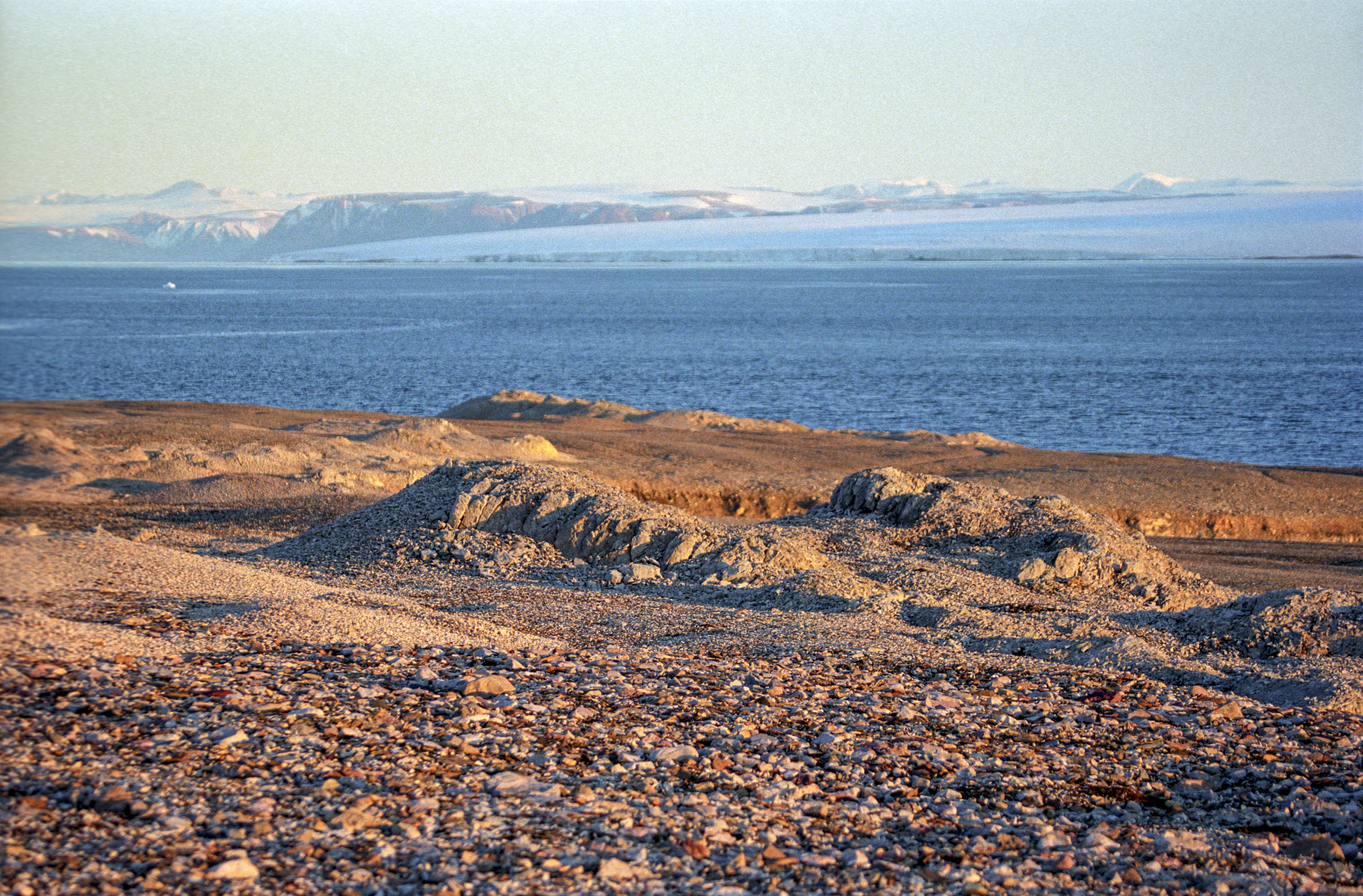
Vista de Nordaustlandet, en el Hinlopenstretet: el glaciar Valhallfonna a la derecha, la montaña Faksefjellet en el centro, y detrás a la izquierda las montañas Myteberget y Sagnberget.

El estrecho fue nombrado en honor de Thijmen Jacobsz Hinlopen (1572-1637), desde 1617 uno de los líderes  de la Noordsche Compagnie, una compañía mercante y ballenera neerlandesa que operaba en la región. Fue visitado temprano por balleneros y pomores.
En 1827, Henry Foster cartografió la parte norte y encontró una buena correspondencia con los mapas neerlandeses de principios del siglo XVIII.
En la primera expedición alemana al Ártico en 1868, Carl Koldewey viajó hacia Groenlandia a lo largo de Hinlopenstrasse. Son numerosos los nombres geográficos que se remontan a esa expedición, como Bastianøyane, Wilhelmøya y Augustabukta.

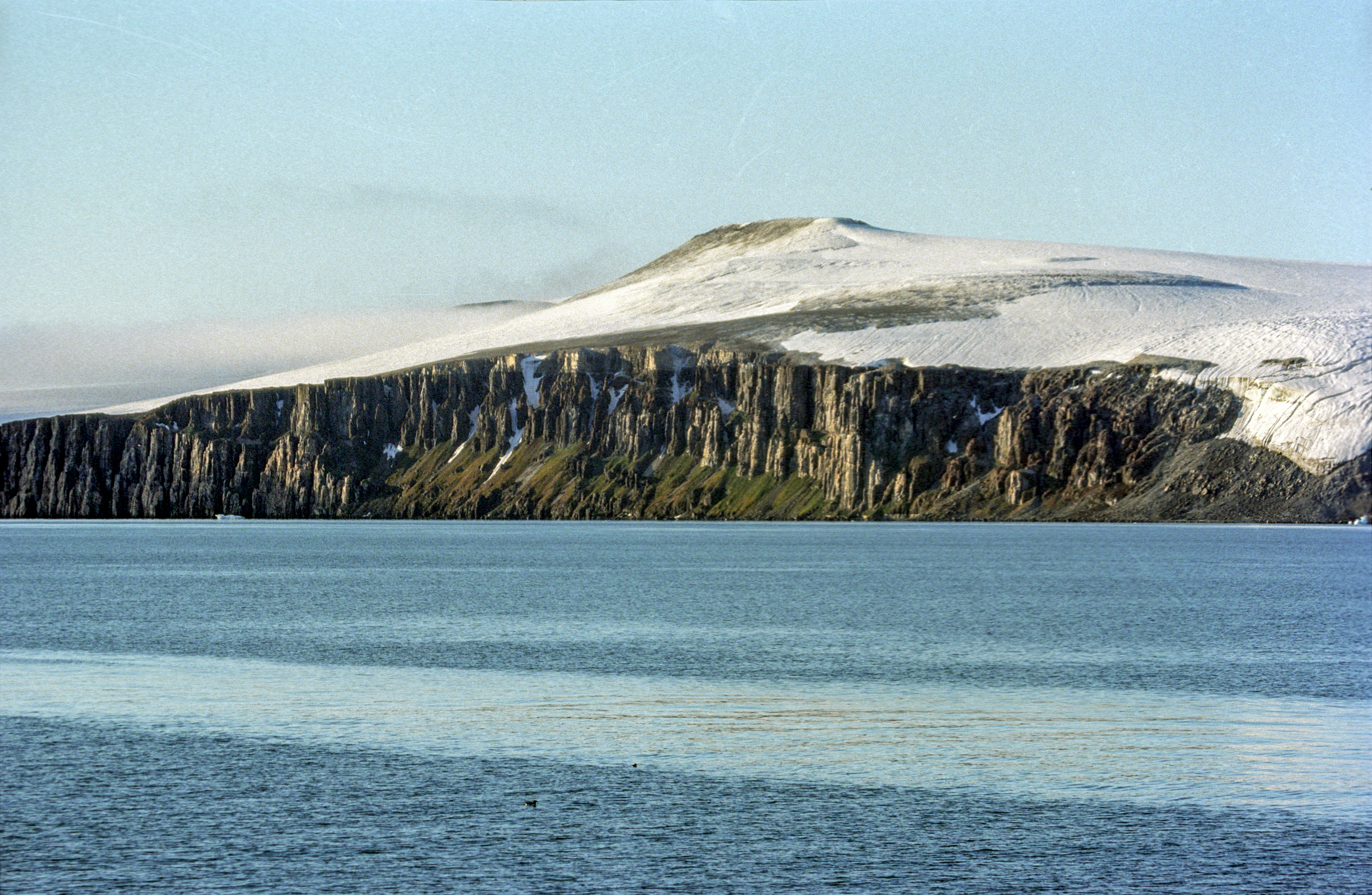
Cabo Fanshawe
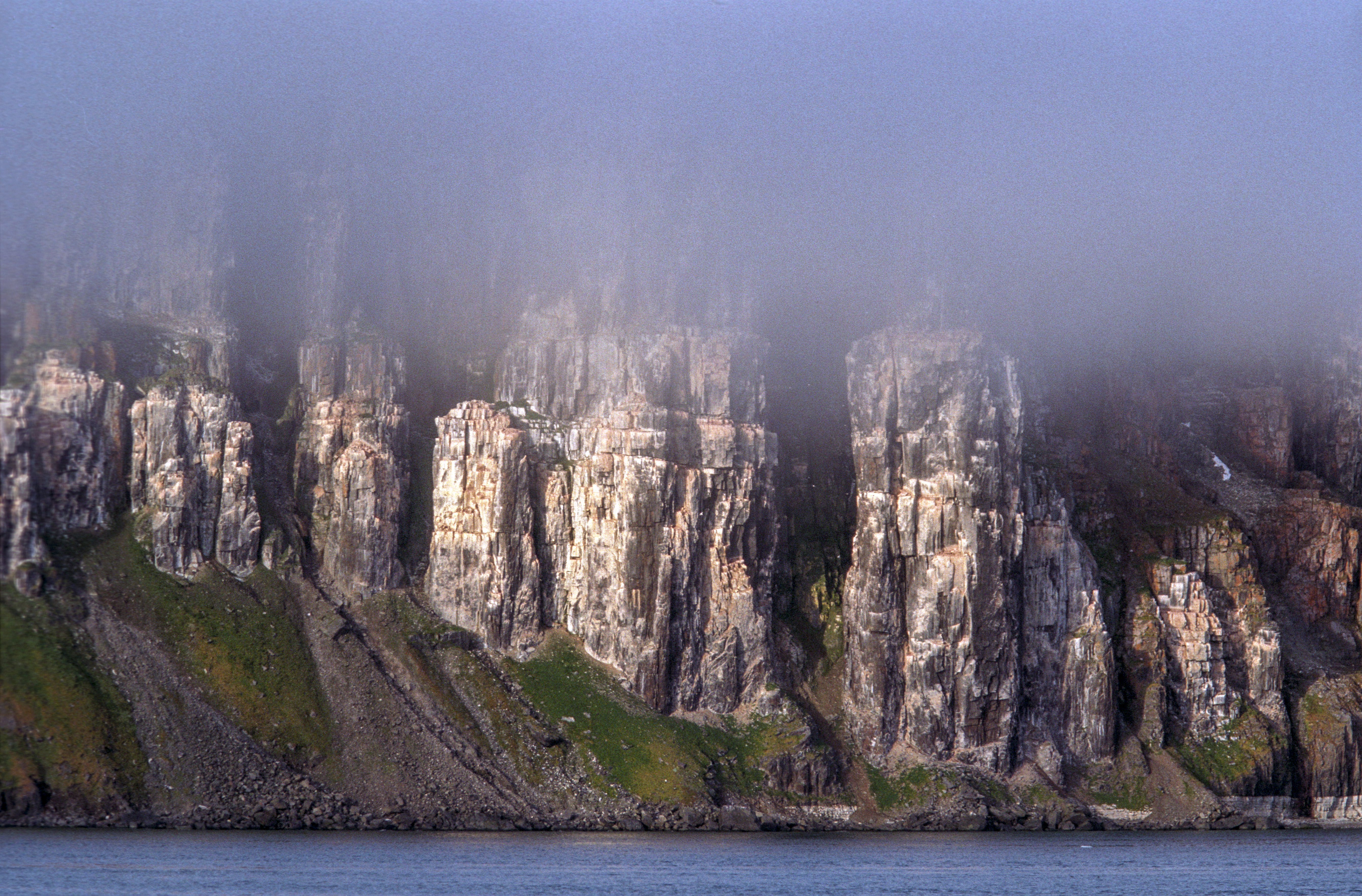
Alkefjellet
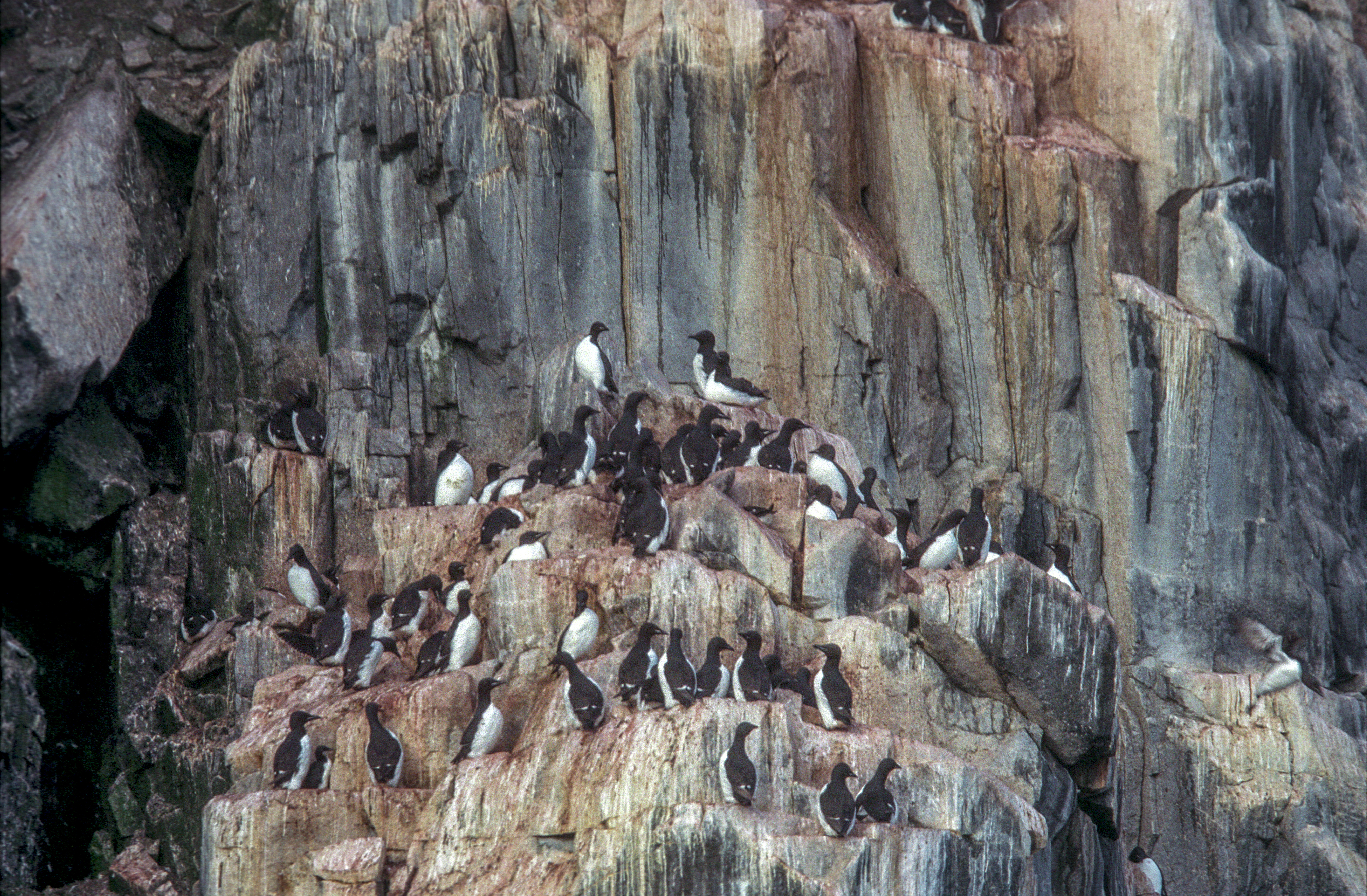
Alkefjellet
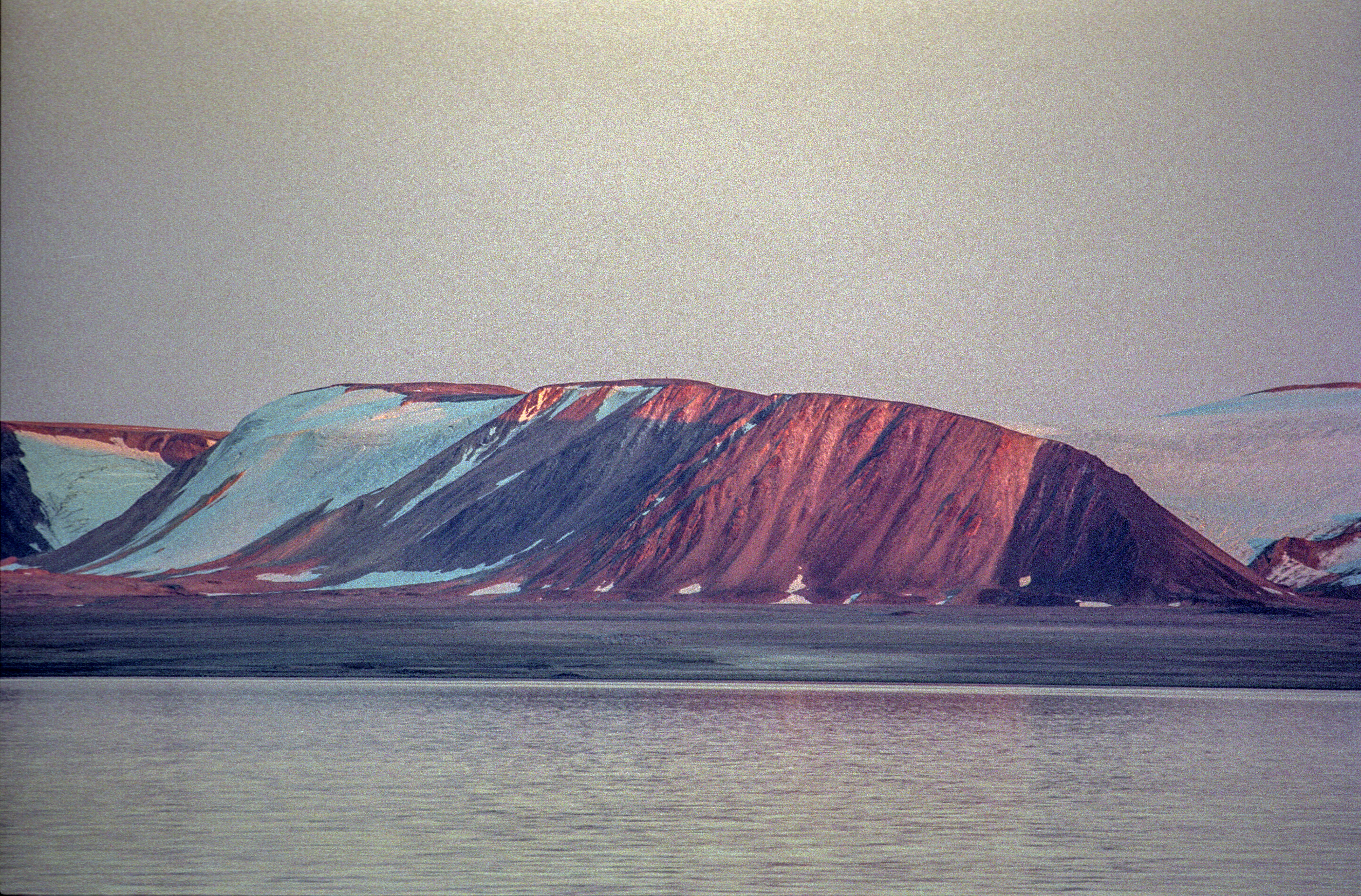
Olympen

- Datos: Q1345863
- Multimedia: Hinlopenstretet / Q1345863